# أبو الحسين أحمد بن محمد السهيلي
أبو الحُسَينِ أحْمَدُ بْنُ مُحمَّدِ السُّهَيليُّ الخُوَارِزْمِيُّ الحَنَفِيُّ كان وزيرًا وشاعراً.
من تصانيفه: مُختصر السُّهيلي (الفقه الحنفي)، والرَّوْضةُ السَّهْليَّةُ في الأوْصافِ والتَّشْبيهاتِ (ديوان شعر) وغيرهما.

## نشأته
نَشَأَ بخُوارزمَ، من أُسرةٍ كريمةٍ اهتمَّتْ بالعِلمِ والعُلَماءِ، ولها مكانتُها الاجتماعيةُ والعِلميةُ في خُوارزمَ، قال الثعالبي:
كان وزيرًا ابْنَ وزيرٍ:
وَرِثَ الْوِزَارَةَ كَابِرًا عَنْ كَابِر
مَوْصُولَةَ الْإِسْنَادِ بِالْإِسْنَادِ
وقال ياقوت: "مِن أجلَّةِ خُوارزمَ وبَيتُهُ بيتُ رئاسةٍ ووزارةٍ وكَرَمٍ ومُرُوءةٍ، وكان يَجمَعُ بين آلاتِ الرئاسةِ وأدواتِ الرئاسةِ وأدواتِ الوزارةِ ويَضرِبُ في العُلومِ والآدابِ بالسِّهامِ الفائزةِ، ويَأخُذُ من الكَرَمِ وحُسنِ الشِّيَمِ بالحُظوظِ الوافرةِ..".

## مناصبه
قال ابن العديم في بغية الطلب في تاريخ حلب: "إنَّ السُّهَيليَّ كان مُؤدِّبًا لابْنِ عَمِّ الوزيرِ أبي القاسِمِ، واسْمُهُ الحُسَينُ بْنُ عليٍّ الشِّيعيُّ؛ لمَّا قَتَلَ الحاكِمُ العُبَيديُّ أباه وعمَّهُ وإخوتَهُ هَرَبَ وَقَصَدَ حسَّانَ بْنَ مفرحٍ الطائيَّ ومَدَحَهُ فأكْرَمَ مَورِدَهُ، ثُمَّ وُزِّرَ لصاحِبِ ميافارقينَ".

## تركه للوزارة
خرج السُّهيلي من خُوارزمَ في سنة 404هـ إلى بغداد، وتوطَّنَها وَتَرَكَ وِزارةَ خُوارزمَ شاه، أبي العبَّاسِ مأمونٍ؛ خوفًا من شَرِّه.

## شعره
قال ابن العديم والصفدي: وله شعر لم يسبق إلى معناه. ومن شعره:
أَلا سقّنا الصَّهْبَاء صرفا فَإِنَّهَا ... أعزّ علينا من عنَاق الترحّل
وَإِنِّي لأقلي النّقل حبّاً لطعمه ... لِئَلَّا يَزُول الطّعْم عِنْد التنقل
وله في النجوم:
والشهب تلمع فِي الظلام كَأَنَّهَا .. شرر تطاير من دُخان النَّار
فَكَأَنَّهَا فَوق السَّمَاء بَنَادِق...الكافور فَوق صلاية العطّار
وله فِي شُعَاع الْقَمَر على المَاء:
كَأَنَّمَا الْبَدْر فَوق المَاء مطّلعاً ... وَنحن بالشطّ فِي لهوٍ وَفِي طرب
ملك رآنا فَأَهوى للعبور فَلم ... يقدر فمدَّ لَهُ جسر من الذَّهَب.

## آثاره العلمية
1- الرَّوْضةُ السَّهْليَّةُ في الأوْصافِ والتَّشْبيهاتِ.
2- مُختصر السُّهيلي (ألفه القاضي أبو عليٍّ الحَسَنُ بْنُ الحارِثِ الحُبُوبيُّ الخُوارزمي الحنفي بناءً على طَلَبِهِ).
3- دَفْعُ المضارِّ الكُلِّيَّةِ للأبْدانِ الإنسانيَّةِ (صنَّفَها ابنُ سينا باسْمِ الوزيرِ بناءً على طَلَبِهِ).
قال ابنُ سينا في مُقدِّمةِ رسالتِهِ:
أمَّا بعدُ فإنَّ الشَّيخَ الجليلَ أبا الحُسَينِ أحْمَدَ بْنَ مُحمَّدٍ السُّهَيليَّ، وهو ممَّنْ عُرِفَ بعُلُوِّ الهِمَّةِ، وشَرَفِ الأرومةِ، ومَحَبَّةِ العُلومِ الحقيقيَّةِ، والأخْذِ منها بالحظِّ الوافِرِ، وارتباطِ المُبرَّزيِنَ فيها وتَحْصيلِهِمْ عندَهُ من حيثُ كانوا واحدًا بعدَ واحدٍ، لمَّا اصطنعني في عقدِ جُملتِهِ، وضمَّني إلى زُمرَتِهِ، أَمَرَني مِنَ الأوامِرِ الحكيمةِ "أنْ أعمَلَ كتابًا في دَفْعِ المضارِّ الكُلِّيَّةِ للأبْدانِ الإنسانيَّةِ"؛ إذْ تأمَّلَ الكُتُبَ الطِّبِّيَّةَ، وقد صُرِفَ فيها أكثَرُ العنايةِ إلى تحذيرِ الأُمورِ الضارَّةِ، وَقُصِّرَ فيها كُلَّ التَّقْصيرِ في تدارُكِ الخطأِ فيما يَقَعُ للمَمْهُورينَ الواقِعينَ فيها حُذروا، والمُخالِفِينَ لما أُمروا به، فتَلَقَّيْتُ أمرَهُ العاليَ بالطاعةِ بقَدْرِ الاستِطاعةِ، ورَجَوتُ أنْ تُنتَجَ بَرَكةُ طاعَتي لوليِّ نِعْمَتي ضروريًّا مِنَ التَّوفيقِ تَقصُرُ عنها ذاتُ مَقْدِرَتي، واسْتَعَنتُ باللهِ نِعمَ المعينُ".

## وفاته
قال ياقوت: قال محمود أرسلان في تاريخ خوارزم: إنَّه مات بسُرَّ مَنْ رَأى سنةَ 418هـ.
وقال الصفدي: وَخلف عشْرين ألف دِينَار سلّمها عريب إلى ورثته.